# Abernethy Flats
Abernethy Flats är en platå i Antarktis och ligger i Västantarktis. Argentina, Chile och Storbritannien gör anspråk på området.